# BioPHP
BioPHP é um pacote de código aberto em PHP, com classes para a análise de seqüências de ADN e proteínas, alinhamento, análise sintática de bancos de dados, e outras ferramentas de Bioinformática.
A biblioteca de softwares BioPHP tem sido usada no desenvolvimento de projetos em bioinformática. Ela também é usada em conjunto com outras ferramentas como o BioPerl. Uma importante ferramenta da biblioteca é a PCR amplification, para teste de iniciadores (primers) in silico.
É um projeto de software ativo de código aberto apoiado pela Open Bioinformatics Foundation.

## Projetos
Quatro tipos de projetos estão disponíveis até o momento:
- GenePHP: reescrita ou tradução de BioPerl para PHP.
- Funções: códigos que podem ser incluídos em outros projetos.
- Miniferramentas (Minitools): um conjunto de scripts fo tipo copiar-e-colar para a realização de pequenas tarefas.
- Ferramentas (Tools): scripts multipáginas para requerimentos especiais.